# أماندا بيلنغز
أماندا بيلنغز هي متزلجة فنية كندية، ولدت في 14 ديسمبر 1986.

## وصلات خارجية
- أماندا بيلنغز على موقع الاتحاد الدولي للتزلج (الإنجليزية)